# Marina Doria
Marina Ricolfi Doria (Ginevra, 12 febbraio 1935) è un'ex sciatrice nautica svizzera, di origini italiane. È stata campionessa mondiale di sci d'acqua nel 1955 e nel 1957 oltre che vincitrice di titoli europei e svizzeri.

## Biografia

### Famiglia d'origine
Marina Doria è figlia di René Italo Ricolfi Doria, industriale elvetico di origine italiana, e di Iris Amalia Benvenuti (1905-2004). La famiglia Ricolfi Doria è originaria del genovese e possedeva un palazzo signorile a Novi Ligure. Il fondatore della famiglia era Giovanni Ricolfi, un religioso abate che durante la Rivoluzione francese smise gli abiti sacri per sposare con rito civile Geronima Angiola Maria Doria, figlia di Francesco Agostino Doria e di Teresa Sauli.
Francesco Agostino Doria apparteneva a un ramo cadetto della grande famiglia genovese staccatosi alla fine del XII secolo; sua figlia Geronima Angiola Maria Doria, vedova di Giovanni Battista Vincenzo Franzoni, aveva sposato in seconde nozze l'abate spretato religioso giacobino e morì subito dopo la nascita dell'unico figlio, Giuseppe Giovanni Battista Tito Ricolfi Doria. Il figlio di costui, Francesco Adriano Ricolfi Doria, si trasferì a Ginevra, in Svizzera, dove ottenne la cittadinanza. Sua moglie, Éveline Claparède, apparteneva a un'antica famiglia borghese ginevrina di origine francese imparentata con il celebre banchiere Jacques Necker.

### Istruzione e carriera sportiva
Dopo aver frequentato l'École internationale di Ginevra, iniziò a seguire dei corsi di storia dell'arte, per poi abbandonare gli studi in modo da dedicarsi allo sport.
Marina Doria è stata campionessa sportiva di sci nautico, partecipando a 3 campionati del mondo nel 1953, nel 1955 e nel 1957 e conquistando nella sua carriera sportiva ben 23 titoli svizzeri, 12 titoli europei e 4 titoli mondiali: è stata la prima donna svizzera a vincere un titolo mondiale in questo sport.

### Titoli e trattamenti
Umberto II, non aveva mai deciso in merito al matrimonio del figlio, Vittorio Emanuele di Savoia con Marina Ricolfi Doria, per la condizione della futura sposa considerata non di discendenza nobiliare, anche se questa aveva avuto come suo ascendente, il marchese Francesco Giuseppe Doria.
Il 16 dicembre 1969, al fine di sanare in parte la condizione borghese della fidanzata, il giovane Vittorio Emanuele di Savoia, autoproclamatosi re d'Italia, emanò un decreto reale nel quale conferiva a Marina Ricolfi Doria il titolo di duchessa cuneese di Sant'Anna di Valdieri.

## Vita privata
Nel 1954 Marina Doria si fidanzò con Vittorio Emanuele di Savoia e lo sposò con rito civile l'11 gennaio 1970 in America a Las Vegas e poi con altro rito religioso il 7 ottobre 1971 a Teheran. Il loro matrimonio fu contrastato da Umberto II, che non diede mai il suo assenso. 
Ciò avrebbe portato al passaggio di tutti i diritti sul trono d'Italia ad Amedeo di Savoia-Aosta, secondo i sostenitori di quest'ultimo. Nel tentativo di scavalcare l'opposizione del padre al suo matrimonio, Vittorio Emanuele si autoproclamò addirittura re d'Italia il 15 dicembre 1969. La coppia ebbe un unico figlio, Emanuele Filiberto. Dal 3 febbraio 2024 Marina è vedova di Vittorio Emanuele di Savoia.